# Ludwig Gebhard (Künstler)
Ludwig Gebhard (* 14. August 1933 in Tiefenbach in der Oberpfalz; † 2007 in Landsberg am Lech) war ein deutscher Graphiker und Plastiker, der vor allem durch seine Graphiken und Linolschnitte bekannt wurde. Seine Werke wurden auf über 120 Einzelausstellungen im In- und Ausland ausgestellt. Er lebte und arbeitete vor allem in München und in Landsberg am Lech.

## Leben
Ludwig Gebhard studierte zwischen 1959 und 1965 Malerei und Graphik an der Akademie der Bildenden Künste in München, wo er auch Meisterschüler bei Ernst Geitlinger war. Nach seinem Studium arbeitete er als freischaffende Künstler in München und Landsberg am Lech. Im Jahr 1983 war er Gast an der Villa Romana in Florenz. Sein Werk umfasst Malerei, Handzeichnungen, Druckgraphiken und Linolschnitte. Außerdem hat Gebhard Marmor-, Eisen- und Bronzeskulpturen geschaffen und Gobelins und Schmuck designt.
Seine Werke befinden sich unter anderem in der Albertina in Wien, dem Kupferstichkabinett Basel, der Pinakothek der Moderne und der Staatliche Graphische Sammlung, München und im Edwin Scharff Museum in Neu-Ulm. Im Jahr 2013 fand zu seinem 80. Geburtstag eine Ausstellung mit seinen Werken im Ludwig Gebhard-Museum in Tiefenbach statt, vom März bis Mai 2014 zeigt das Diözesanmuseum St. Afra in Augsburg eine Sonderausstellung mit Werken von Gebhard mit christlichen Motiven.

## Veröffentlichungen (Auswahl)
- mit Helmut Schwimmer (Text): Die synthetischen Köpfe Ludwig Gebhards, Baden-Baden : Battert-Verlag 1983.
- Helmut Schwimmer (Einleitung), Realitätsprotokolle, Baden-Baden : Battert-Verlag 1978.